# 怀氏穗鹛
怀氏穗鹛（学名：Stachyris whiteheadi）是画眉科穗鹛属的一种，为菲律宾的特有种。该物种的保护状况被评为无危。
怀氏穗鹛的平均体重约为21.9克。栖息地包括亚热带或热带的（低地）湿润疏灌丛、亚热带或热带的湿润低地林、亚热带或热带的高海拔疏灌丛和亚热带或热带的湿润山地林。